# ベイビー・ジェーン・ホルツァー
ベイビー・ジェーン・ホルツァー（Baby Jane Holzer、本名ジェーン・ブルッケンフェルド、Jane Brookenfeld、1940年10月23日生-)はアンディ・ウォーホルの初代アイドルとして知られた

## 経歴
フロリダで不動産業を営む裕福な家庭で育つ。
ニューヨークの大学を卒業した後、モデルの仕事をはじめる。1963年、『ヴォーグ』で写真家デヴィッド・ベイリーが彼女を取り上げ、
エディターが彼女をアンディ・ウォーホルに紹介。
彼女はアンディ・ウォーホルの最初のアイドル（二番目はイーディ・セジウィック）となり、1964年、ウォーホルのショートムービー『Screen Test』に出演した。
ベイビー・ジェーンという愛称は、映画『何がジェーンに起ったか?』の主人公の愛称からつけられたが、彼女はその愛称が気に入らず、「死にたかったわ」と一言。
その後、ウォーホルの映画に数本出演するが、ファクトリーが薬物付けになると彼女はウォーホルのもとを離れた。
私生活では、レオナルド・ホルツァーと結婚。また、パームビーチで「ベイビージェーン」というアイスクリーム店を開店した。
現在は不動産投資や映画プロデュースを行っている。